# سواوه
سواوه (انگلیسی: Suave) شرکت لوازم بهداشتی آمریکایی است، که در سال ۱۹۳۷ تأسیس شد.